# Калитеа (дем Коница)
Калитеа (на гръцки: Καλλιθέα), до 1955 година Γορίτσα, Горица е село в Северозападна Гърция, дем Коница, област Епир. Селото е разположено високо в северозападните склонове на планината Тимфи в близост до магистралния път Егнатия Одос. Според преброяването от 2011 година населението му е 154 души и се намира на 600 м надморска височина.
Отстои на 56 км север-северозапад от Янина и на 8 км югозападно от Коница. От Калитеа (на гръцки значи „хубава гледка“), която се намира в близост до река Коница, десен приток на Воюша, се открива невероятно красива панорама към планината Душко.
Енорийската църква на селото е посветена на Свети Георги, а гробищната – на Богородица. Според Панайотис Аравантинос описал Горица през 1866 г., селото е съставно от четири махали.